# Rishra
Rishra è una suddivisione dell'India, classificata come municipality, di 113.259 abitanti, situata nel distretto di Hooghly, nello stato federato del Bengala Occidentale. In base al numero di abitanti la città rientra nella classe I (da 100.000 persone in su).

## Geografia fisica
La città è situata a 22° 42' 51 N e 88° 20' 52 E e ha un'altitudine di 15 m s.l.m..

## Società

### Evoluzione demografica
Al censimento del 2001 la popolazione di Rishra assommava a 113.259 persone, delle quali 62.602 maschi e 50.657 femmine. I bambini di età inferiore o uguale ai sei anni assommavano a 11.838, dei quali 6.177 maschi e 5.661 femmine. Infine, coloro che erano in grado di saper almeno leggere e scrivere erano 84.252, dei quali 49.503 maschi e 34.749 femmine.